# Maschito
Maschito é uma comuna italiana da região da Basilicata, província de Potenza, com cerca de 1.863 habitantes. Estende-se por uma área de 45 km², tendo uma densidade populacional de 41 hab/km². Faz fronteira com Forenza, Ginestra, Palazzo San Gervasio, Venosa.

## Demografia
| Variação demográfica do município entre 1861 e 2011                               |
|                                                                                   |
| Fonte: Istituto Nazionale di Statistica (ISTAT) - Elaboração gráfica da Wikipedia |